# Serenity - L'isola dell'inganno
Serenity - L'isola dell'inganno (Serenity) è un film neo-noir del 2019 scritto e diretto da Steven Knight.
Fanno parte del cast principale Matthew McConaughey e Anne Hathaway, di nuovo insieme dopo Interstellar, con Diane Lane, Jason Clarke e Djimon Hounsou.

## Trama
Un marinaio che si fa chiamare Baker Dill si guadagna da vivere andando a pesca sull'isola di Plymouth, possedimento britannico nei Caraibi. Seguendo dapprima la sua ossessione per Justice, un pesce dalla "taglia da trofeo", la sua routine viene scombussolata dalla visita dell'ex moglie. Questa, infatti, gli chiede aiuto per liberare sé e il loro figlio Patrick dal suo nuovo marito, tanto ricco quanto violento, facendolo ubriacare e gettandolo in balia degli squali in mare aperto.
La notte prima della mattinata in cui è stato programmato l'omicidio, un uomo in giacca e cravatta riesce ad avere un dialogo con il protagonista, dicendogli di essere un rappresentante della Fontaine, un'azienda specializzata in prodotti da pesca. L'uomo esile chiede a "Baker" di provare il nuovo ecoscandaglio dell'azienda gratuitamente, dicendo che "gli è stato imposto dalle regole del gioco". Baker, svegliatosi il giorno dopo, capisce di aver realmente conversato con il rappresentante poiché trova il suo biglietto da visita sul tavolo.
Il protagonista si accorge pian piano di essere al centro di una congiura facendo caute domande  alle sue conoscenze sull'isola, ma si appresta ad andare sulla barca per compiere l'omicidio. Dopo aver gettato in mare l'uomo, Baker urla il nome del figlio  con il quale aveva stabilito una sorta di connessione. Poco dopo, la realtà che sta vivendo il protagonista si rivela essere virtuale, poiché si semplifica tutta la grafica del gioco ed esso si dimostra essere effettivamente un videogame programmato dal figlio Patrick, piuttosto dotato nell'informatica.
In verità, il protagonista è morto in Iraq anni prima ed è il figlio Patrick, nella vita reale, a compiere l'omicidio del patrigno violento. Tutto ciò si capisce da una voce in sottofondo del telegiornale, la quale dice che i giudici stanno considerando l'assoluzione del ragazzino per legittima difesa. Nella sequenza finale, Patrick modifica l'isola e incontra il padre.

## Promozione
Il primo trailer ufficiale è stato diffuso il 7 giugno 2018.

## Distribuzione
Inizialmente previsto per il 19 ottobre 2018, il film è stato distribuito nelle sale cinematografiche statunitensi il 25 gennaio 2019, mentre in quelle italiane dal 18 luglio 2019. 

## Incassi
A fronte di un budget stimato sui 25 milioni di dollari, la pellicola ne ha incassati complessivamente solo 14,4. Costituisce uno dei peggiori risultati di sempre al botteghino sia per McConaughey che per Hathaway, che all'epoca additarono come responsabile di tale flop la Aviron Pictures, la quale non avrebbe, secondo loro, minimamente pubblicizzato il film evitando incontri con la stampa e spot televisivi. In seguito alla polemica la società americana spiegò che le pessime recensioni raccolte da Rotten Tomatoes e il tremendo giudizio di CinemaScore avevano indicato una situazione irrecuperabile e, onde evitare perdite economiche peggiori, si era detto necessario un ridimensionamento delle spese con taglio pressoché totale del marketing.